# Muminmuseet

Muminskulptur i Tammerfors.

Muminmuseet är ett museum vid Andparken i Tammerfors, med konstsamlingen Mumindalen, som omfattar över 2.000 konstverk som Tove Jansson donerade till Tammerfors konstmuseum mellan 1986 och 1997.
Samlingen fanns i Tammerfors Konstmuseums byggnad sedan 2012, efter att tidigare visats på Tammersfors huvudbibliotek Metso (Tjädern). 17-18 juni 2017 invigdes ett helt nytt och världens enda Muminmuseum i Tammerforshuset dit samlingarna flyttats.
Samlingen behöll dock sitt namn "Tammerfors konstmuseums samling Mumindalen".

## Muminhuset
En central del av konstsamlingen är Muminhuset, vilket byggts av Tove Jansson, Tuulikki Pietilä och Pentti Eistola. Detta blåa femvånings modellhus byggdes av Tove Jansson, Tuulikki Pietilä och Pentti Eistola i slutet av 1970-talet. Den ursprungliga idén var att göra det runt, som Jansson alltid framställde det i sina Mumin-illustrationer, men eftersom det skulle ställas i ett hörn vid Bratislavas illustrationsbiennal 1979 byggdes det kantigt. Det byggdes inte efter ritningar, utan på fri hand, våning för våning. Det följer heller inte någon speciell arkitekturell stil, utan flera stilar. Markvåningen skissades av Tuulikki Pietiläs bror, arkitekten Reima Pietilä.
Från början var en världsturné planerad för huset efter biennalen 1979, men det blev istället bara en nordisk turné 1980–83. Huset fördes sedan till Tove Janssons ateljé, eftersom det var i behov av lagningar efter turnén. Det visades upp igen vid Tammerfors konstmuseum 1986, innan det slutligen fick en permanent plats i det nybyggda museet Mumindalen, där det förevisats sedan 1987. Fotografier av huset finns som illustrationer i Skurken i muminhuset, den sista av Janssons fyra bilderböcker om Mumintrollen.